# حباك بانرمان
حباك بانرمان (الاسم العلمي: Ploceus bannermani) نوع من الطيور الصغيرة من فصيلة الحباك، متوطن في الكاميرون ونيجيريا.